# Mass of the Fermenting Dregs
Mass of the Fermenting Dregs (マス オブ ザ ファーメンティング ドレッグス, Masu obu za Fāmentingu Doreggusu, Masu Dore) is een post-hardcore band uit Kobe, Japan. De band ontstond in 2002, en wordt gekenmerkt door hun agressieve gitaarwerk en een contrasterende popstem.

## Geschiedenis

### Vroege carriere
Mass of the Fermenting Dregs werd in 2002 gevormd in Kobe. De groep was oorspronkelijk een volledig vrouwelijke trio, en bestond uit Natsuko Miyamoto, Chiemi Ishimoto en Reiko Gotoh. De groep debuteerde in 2006 met een demoalbum genaamd “kirametal”, dat in 2008 werd opgevolgd door het zelf vernoemde album "Mass of the Fermenting Dregs" onder AVOCADO Records.
Tijdens een interview met HMV Japan uit 2008 vertelt Miyamoto over de opmerkelijke naam van de band: “There's no origin, it's just a list of words we like”. In 2007 won de groep de audities van EMI Music’s “Road to Tarbox”, wat hen de kans bood om muziek op te nemen bij Tarbox Road Studios in Cassadaga, New York. Onder Dave Fridmann namen ze bij Tarbox Road Studios twee nummers op; “I F A Surfer” en “Bears (ベ ア ー ズ)”. Na het opnemen van deze nummers verliet drummer Reiko Gotoh de groep, wiens positie in de band eind 2009 gevuld werd door support drummer Yoshino Tsutomu, die een jaar actief was. In deze tijd namen ze hun eerste album onder EMI Music Japan op, genaamd “Zero Comma, Iro Toridori no Sekai (ゼロコンマ、色とりどりの世界)”.

### Vertrek van Chiemi Ishimoto
In een bericht van de band in oktober 2010 werd bekend dat de gitarist, Chiemi Ishimoto, de band zou verlaten na afloop van hun destijdse binnenlandse tournee, die in december van hetzelfde jaar zou eindigen. De reden voor haar vertrek bleek een medische paniekstoornis. Ishimoto's laatste optreden vond plaats in de Shibuya Club Quattro.

### Vertrek van Yoshino Tsutomu
Yoshino Tsutomu kondigde in december 2011 aan dat hij de groep zou verlaten, de reden is onbekend. Miyamoto bleef hierna over als enige officiële lid van de groep.

### Ontbinding
Na het vertrek van Ishimoto en Tsutomu ging Miyamoto door als vocalist en bassist van de groep, met begeleiding van verschillende support drummers en gitaristen. Op 1 september 2012 werd op de officiële website van de groep een bericht geplaatst door Miyamoto, waarin bekend werd gemaakt dat ze vanaf de dag van de aankondiging niet meer zal optreden als Mass of the Fermenting Dregs, en door zou gaan als soloist. Bij dit bericht was een cadeau voor de fans inbegrepen, wat een digitale download was van het nummer “tantantan (た ん た ん た ん)” bevatte. Wel schreef ze in het bericht dat ze gelooft in een hereniging van de groep in de toekomst.

### Hereniging (2015–heden)
In december 2015 werd het bericht van Miyamoto van de website verwijderd, en een optreden aangekondigd op 29 december van hetzelfde jaar op het Q2 nieuwjaarsfeest. De groep werd opnieuw gevormd als trio van Miyamoto en twee nieuwe leden. De nieuwe gitarist van de band was Naoya Ogura, die destijds ook deel uitmaakte van de Japanse alt-rock band Qomolangma Tomato en al eerder gespeeld had met Miyamoto. De support drummer Isao Yoshino, die meespeelde met Miyamoto voor het stoppen van de groep, werd het derde lid van de groep.
Tussen 2015 en 2017 bracht de band geen nieuwe muziek uit, maar toerde wel door Japan en Canada.
Begin 2017 bracht Miyamoto onder de naam van de band een single uit genaamd “Slow-Motion Replay (スローモーションリプレイ)”. Het 7” vinyl bevatte twee edities van het titelnummer, waarvan een solo en de ander als groep.
Op 4 juli 2018 bracht de groep hun eerste album na de hereniging uit, genaamd “No New World”.
Op 29 mei 2020 werd door de groep een crowdfundingproject gestart voor een demoalbum dat zou bestaan uit een collectie van live opgenomen nummers genaamd “NAKED ALBUM”. Het doel werd viervoudig bereikt, en het album werd op 14 augustus van hetzelfde jaar uitgebracht. In juni van hetzelfde jaar bracht de groep de single "You / Uta Wo Utaeba (You / うたを歌えば)" uit.
In een interview uit 2020 vertelde de band dat ze van plan zijn om op te treden bij ArcTanGent 2020 en twee tours door Noord-Amerika en Europa te houden. Tijdens het optreden bij ArcTanGent zou de groep een nieuw album voordragen, maar het evenement werd twee jaar op rij vertraagd in verband met de coronapandemie. Het album genaamd “Awakening:Sleeping”, dat oorspronkelijk in 2020 uit zou komen, werd op 1 augustus 2022 aangekondigd en 16 dagen later uitgebracht.

## Stijl en invloeden
In een interview noemde Miyamoto de Japanse muzikant hide als inspiratiebron voor hun vroege carrière. Ook noemde ze The Smashing Pumpkins als westerse inspiratiebron, waar ze op gekomen zijn doordat hide onderdeel uitmaakte van de supergroep Zilch. Ook heeft Miyamoto invloeden opgepikt van Japanse alt-rock groep 9mm Parabellum Bullet. Tijdens hun verblijf bij Tarbox Road Studios in Amerika namen ze muziek op met producer Dave Fridmann, die in het verleden opgenomen heeft met vergelijkbare groepen als Number Girl en The Flaming Lips.

## Leden

### Huidige leden[16]
- Natsuko Miyamoto (宮本菜津子) - basgitaar, zang
- Isao Yoshino (吉野功) - drums, zang
- Naoya Ogura (小倉直也) - gitaar, zang

### Voormalige leden[16]
- Yoshino Tsutomu (吉野功), actief 2010-2011 - drums
- Reiko Gotoh (後藤玲子), actief 2002-2007 - drums, achtergrondzang
- Chiemi Ishimoto (石本知恵美), actief 2002–2010 - gitaar, achtergrondzang

## Discografie
Kirametal - uitgebracht op 15 september 2006, onafhankelijk
| 1.                 | delusionalism | 3:41 |
| 2.                 | i f a surfer  | 3:35 |
| 3.                 | skabetty      | 4:45 |
| Totale duur: 12:02 |               |      |

MASS OF THE FERMENTING DREGS - uitgebracht op 8 januari 2008, AVOCADO Records
| 1.                 | delusionalism                    | 3:39 |
| 2.                 | Highlight (ハイライト Hairaito)  | 3:48 |
| 3.                 | skabetty                         | 4:44 |
| 4.                 | Endroll (エンドロール Endorooru) | 9:25 |
| 5.                 | I F A SURFER                     | 3:38 |
| 6.                 | Bears (ベアーズ Beaazu)          | 4:46 |
| Totale duur: 30:03 |                                  |      |

World Is Yours (ワールドイズユアーズ, Waarudo Izu Yuaazu) - uitgebracht op 21 januari 2009, AVOCADO Records
| 1.                 | Kono Speed no Saki e (このスピードの先へ)        | 3:24 |
| 2.                 | Aoi, Koi, Daidaiiro No Hi (青い、濃い、橙色の日) | 4:42 |
| 3.                 | Kakuiumono (かくいうもの)                        | 4:03 |
| 4.                 | She is inside, He is outside                     | 2:53 |
| 5.                 | Nan Nan (なんなん)                               | 3:39 |
| 6.                 | World is Yours (ワールドイズユアーズ)            | 3:31 |
| Totale duur: 22:14 |                                                  |      |

Hikizuru Beat / Made. (ひきずるビート／まで。, Hikizuru bīto / Made.) - uitgebracht op 10 februari 2010, AVOCADO Records
| 1.                | Hikizuru Beat (ひきずるビート) | 4:16 |
| 2.                | Made. (まで。)                 | 3:20 |
| Totale duur: 7:36 |                                |      |

ゼロコンマ、色とりどりの世界 (Zero Comma, Iro Toridori no Sekai) - uitgebracht op 8 april 2010, AVOCADO Records
| 1.                 | Zero Comma Iro Toridori No Sekai (ゼロコンマ、色とりどりの世界) | 4:31 |
| 2.                 | Made. (Jounetsu Mix) (まで。情熱ミックス)                       | 3:21 |
| 3.                 | Owari No Hajimari (終わりのはじまり)                            | 2:57 |
| 4.                 | RAT                                                             | 3:17 |
| 5.                 | ONEDAY                                                          | 5:06 |
| 6.                 | Cider To Kimi (サイダーと君)                                    | 3:32 |
| 7.                 | Zureru (ズレる)                                                 | 3:24 |
| 8.                 | Hikizuru Beat (ひきずるビート)                                  | 4:16 |
| 9.                 | Sanzameku (さんざめく)                                          | 4:55 |
| Totale duur: 35:23 |                                                                 |      |

たんたんたん - uitgebracht op 9 januari 2012 (alleen op officiële webpagina te downloaden)
| Nr. | Titel                    | Duur |
| --- | ------------------------ | ---- |
| 1.  | たんたんたん (tantantan) | 4:22 |

スローモーションリプレイ - uitgebracht op 3 januari 2017 als 7 "vinyl
スローモーションリプレイ - uitgebracht op 3 januari 2017 als 7 "vinyl
| Nr. | Titel                                         | Duur |
| --- | --------------------------------------------- | ---- |
| 1.  | Slow-Motion Replay (スローモーションリプレイ) | 3:36 |

No New World - uitgebracht op 7 april 2018, FLAKE RECORDS
 
| 1.                 | New Order                                     | 3:27 |
| 2.                 | ASAHINAGU (あさひなぐ)                        | 4:19 |
| 3.                 | If only (だったらいいのにな)                  | 3:44 |
| 4.                 | YAH YAH YAH                                   | 0:50 |
| 5.                 | No New World                                  | 2:59 |
| 6.                 | HuHuHu                                        | 2:40 |
| 7.                 | Sugar                                         | 5:07 |
| 8.                 | Slow-motion Replay (スローモーションリプレイ) | 3:37 |
| Totale duur: 26:47 |                                               |      |

You / Uta Wo Utaeba (You / うたを歌えば) - uitgebracht 3 juni 2020 als 7 "vinyl, FLAKE RECORDS
| 1.                | You                          | 3:09 |
| 2.                | Uta Wo Utaeba (うたを歌えば) | 3:07 |
| Totale duur: 6:16 |                              |      |

Naked Album - uitgebracht op 14 augustus 2020, onafhankelijk
| 1.                 | decision (2011/5/15 at GALVASTUDIO)           | 6:12 |
| 2.                 | くぼたさん (2011/5/15 at GALVASTUDIO)         | 3:36 |
| 3.                 | うたを歌えば (2017/2/12 at OGC's ROOM)        | 3:05 |
| 4.                 | New Order (2017/4/10 at Studio Revival)       | 3:33 |
| 5.                 | Sugar (2017/1/14 at Studio Revival)           | 5:04 |
| 6.                 | HuHuHu (2017/4/10 at Studio Revival)          | 2:41 |
| 7.                 | あさひなぐ (2017/4/10 at Studio Revival)      | 4:24 |
| 8.                 | だったらいいのにな (2011/5/15 at GALVASTUDIO) | 3:57 |
| 9.                 | ADIDAS (2019/5/2 at Studio Revival)           | 3:13 |
| 10.                | HOSSA (2011/6/15 at LDK Studio)               | 2:40 |
| Totale duur: 38:25 |                                               |      |

Awakening:Sleeping - uitgebracht op 17 augustus 2022, FLAKE SOUNDS
| 1.                 | Dramatic                                               | 3:47 |
| 2.                 | No need (いらない) ft. Keita Ebina van Discharming Man | 2:48 |
| 3.                 | Melt                                                   | 3:10 |
| 4.                 | 1960                                                   | 8:28 |
| 5.                 | Helluva ft. Taigen Kawabe van Bo Ningen                | 2:01 |
| 6.                 | Ashes                                                  | 3:06 |
| 7.                 | After The Rain                                         | 1:53 |
| 8.                 | Birds and rhythm (鳥とリズム)                          | 3:18 |
| 9.                 | Just                                                   | 4:27 |
| Totale duur: 33:00 |                                                        |      |